# Polystichum caudescens
Polystichum caudescens är en träjonväxtart som beskrevs av Dutra. Polystichum caudescens ingår i släktet Polystichum och familjen Dryopteridaceae. Inga underarter finns listade.